# Qamanirjuaq Lake
Der Qamanirjuaq Lake (auch Kaminuriak Lake) ist ein See im kanadischen Territorium Nunavut.

## Lage
Der etwa 504 km² große See liegt in einer Tundralandschaft im Norden Kanadas, 150 km südlich von Baker Lake sowie 150 km westlich der Hudson Bay. Westlich liegt der Ferguson Lake, südöstlich der Kaminak Lake. Der Ferguson River durchfließt die drei genannten Seen von Westen nach Osten und entwässert diese zur Hudson Bay.